# Габдулла Кариев
Габдулла Кариев (настоящее имя и фамилия — Миннибай Хайруллин (тат. Миңлебай Хәйруллин); 20 мая 1886, Кульбаево-Мараса, Старо-Альметевская волость, Чистопольский уезд, Казанская губерния, Российская империя — 28 января 1920, Казань) — татарский актёр и режиссёр. Один из основоположников татарского национального театра.

## Биография
Учился в сначала в родном селе Кульбаево-Мараса, с 1899 года в медресе с. Такталы у новометодного учителя Зарифа Камалова. В 1902 году переезжает в г.Уральск. В Уральске на него большое влияние оказал сын имама и мудариса (директора медресе), журналист, самодеятельный певец и музыкант Камиль Мутыги.
Летом 1907 года по совету К. Мутыги Габдулла из Уральска едет на Нижегородскую ярмарку, где в августе примыкает к «Первой в России передвижной труппе мусульманских драматических артистов» под руководством И.Кудашева-Ашказарского (г. Нижний Новгород). В труппе исполняет комедийные роли под псевдонимом Кариев.
С 1908 года в качестве распорядителя товарищества руководил труппой «Мосафир артистлар җәмгыяте» («Общество странствующих артистов»), получившей впоследствии название «Сайяр». Первый спектакль труппы под руководством Кариева состоялся 12 января 1908 года в Уральске.
Авторитет Г. Кариева в труппе был непререкаемым. Этому способствовали его природное дарование организатора, хорошие актерские данные. Кроме того, он оказался наиболее подготовленным для актерской и режиссёрской деятельности человеком в труппе. Учёба в медресе развила в нём те качества, которые нужны для театрального творчества. Долгие, громкие чтения религиозных книг укрепили его голос, установили дыхание.
В своей деятельности Г. Кариев стремился к созданию передового демократического национального театра, который считал средством просвещения и воспитания народа. Для осуществления своих репертуарных замыслов он устанавливает тесную связь с драматургами Г. Камалом, Ф. Амирханом, С. Рамиевым, И. Богдановым, и активно ставит их произведения, в которых с позиций критического реализма раскрываются картины дооктябрьской жизни татар.
Конец 1915 — лето 1918 годов — период наивысшего расцвета творческой жизни Кариева.
Кариев ставит и исполняет ответственные роли в спектаклях «Галиябану» М. Файзи, «Тахир и Зухра» Ф.Бурнаша, «Молодая жизнь» Г. Кулахметова.
Его усилиями расширяется переводной репертуар. На сцене театра появляются «Ревизор» Гоголя, «Без вины виноватые» Островского, «Вишневый сад» Чехова, «Мещане» Горького, «Альмансор» Гейне, «Надиршах» Нариманова.
В сентябре 1918 года вместе с частью труппы Кариев покидает Казань и едет в Самару, далее скитается по городам Урала и колчаковской Сибири. В конце 1919 года возвращается в Казань.
16 января 1920 года Кариев исполнил одну из главных ролей в комедии К. Тинчурина «Политическая борода».
Скончался 20 февраля 1920 года в Казани. 
Похоронен на Новотатарском кладбище, рядом с могилой Г. Тукая.

## Сценическая деятельность
Г. Кариев закладывает основы профессиональной режиссуры татарского театра. Большое значение он придает психологической разработке характеров, глубокому проникновению в образ и добивается ансамбля в актерском исполнении.
Значительное влияние на формирование взглядов Кариева оказали многолетнее общение и сотрудничество с прогрессивными деятелями татар, литературы и просвещения Г. Тукаем, Г. Камалом, Г. Исхаки, Г. Кулахметовым, Г. Терегуловым, совместные выступления с азербайджанской труппой Г. Араблинского, встречи с К. С. Станиславским и актёрами Московского Художественного театра.
Яркий представитель критического реализма, Кариев один из первых создал на татарской сцене эталонные для татарской сцены сатирические образы богачей-баев в комедиях Г. Камала: Хамза («Первое представление»), Хафиз («Тайны нашего города»), Сиразетдин Туктагаев («Банкрот»), Юнус-хаджи («Хаджи эфенди женится» Ш. Камала), Карим («Несчастный юноша»).
Мастерством сценического перевоплощения было отмечено исполнение ролей классической драматургии — Подколесин (1909), Дикой («Гроза», 1913), Городничий (1916), Бессеменов («Мещане», 1917), Президент («Коварство и любовь», 1909), Лопахин («Вишневый сад», 1918).

## Роль в становлении татарского театра
Будучи руководителем труппы, Кариев повсеместно искал яркие дарования, воспитал плеяду мастеров татарской сцены: Г. Болгарская, Н. Арапова, Н. Таждарова, Ф. Ильская, Г. Мангушев, 3. Султанов, А. Синяева, К. Тинчурин, К. Шамиль.
В 1912 году за умелое руководство труппой «Сайяр» и за артистический талант, не имеющий себе равных, его называют «отцом татарского театра». Подписывают этот документ Г. Тукай, Г. Камал, X. Ямашев, Ф. Амирхан, С. Гиззатуллина-Волжская и многие другие деятели татарской культуры.

## Память
- Именем Кариева назван Татарский театр юного зрителя, созданный в 1987 г.
- В родном селе Кариева действует музей Г. Кариева.
- 2 ноября 1927 года протоколом комиссии по наименованию улиц при Казгорсовете улице была переименована в улицу Кареева, однако 15 декабря того же года переименование было отменено президиумом Казгорсовета.[4] В 2007 году одна из улица жилого комплекса «Седьмое небо» была названа улицей Габдуллы Кариева.[5]